# Юзеф Антоній Бжуховський
Юзеф Антоній Бжуховський (пол. Józef Antoni Brzuchowski; пом. близько 1730) — польський шляхтич, військовик, державний діяч Республіки Обох Націй (Речі Посполитої). Представник роду Бжуховських.

## Життєпис
Батько — любачівський каштелян Францішек Бжуховський, мати — Ельжбета Вікторія Сулковська, дід — Ян Бжуховський — дідич Яснища та Кутища у Львівській землі. Брат Марцін Домінік — мєжвіцький староста, стражник польний коронний; разом із ним отримав після батька Куропатники (поблизу Бережан), які трималися заставою в їхніх власників Сенявських — Миколая Єроніма, нащадків.
1699 року — товариш панцерної корогви, теребовельський підстолій. У 1705 році став сяноцьким стольником, 1706-го — галицький хорунжий; овруцький староста з 1709-го, стражник великий коронний з 1724 року. Полковник Його Королівської Милости бл. 1709 року, брав участь у битвах проти шведів. 1710 року брав участь у «Вальній раді» як посол від Сандомирського воєводства, вимагав вигнання московитів із Польщі. Був розгніваний зловживаннями військ Сасів (Веттінів), мав також посади літинського та бишівського старост.
1703 року отримав урочиська Морозів, Морозівка на Поділлі, 1713 — набув містечко Чернів, село Бистрик (Житомирський повіт), Ржищів (Київська земля). 1715 року після смерті батька отримав надання короля на село Новосілки (Львівська земля), яке 1724 року відступив за згодою (консенсом) короля холмському каштеляну Йосифові Дрогойовському. Посідав королівщину Дрищів (Галицька земля), був власником Сульґостова.

### Сім'я
Перша дружина — Людвіка Боратинянка (була похована в Підкамені). Друга — Маріанна з Дзюлі, яка 1727 року отримала право «доживоття» на Літинському старостві, по його смерті вийшла за Станіслава Свідзіньського. Правдоподібно, дітей не мав.